# Trochaclis islandica
Trochaclis islandica is een slakkensoort uit de familie van de Trochaclididae. De wetenschappelijke naam van de soort is voor het eerst geldig gepubliceerd in 1989 door Warén.